# El sediento
El sediento es una escultura en mármol, rodeada por una fuente, que muestra a un joven bebiendo el agua que brota de una roca.
Inaugurada en 1914, fue realizada por la escultora argentina Luisa Isabel Isella de Motteau (1886 – 1942) para adornar la Plaza Rodríguez Peña, en el barrio de Recoleta, de la ciudad de Buenos Aires.

## Historia
Fue la Comisión Municipal de Bellas Artes la que eligió esta obra para ornamentar la Plaza Rodríguez Peña, en un sector cercano a la Avenida Callao. Esta arteria, a principios del siglo XIX, era un bulevar de gran importancia en la ciudad. Aunque inaugurada en 1914, representa un testimonio del lenguaje escultórico de fines del siglo XIX.
Su creadora, la artista Luisa Isabel Isella de Motteau, nació en Buenos Aires el 21 de octubre de 1886. Inició sus estudios en arte en Monza, Italia,y los continuó en la Academia Nacional de Bellas Artes de Chile, donde, en 1905, obtuvo la 2ª medalla de oro en pintura y escultura, en el Salón Santiago de Chile.

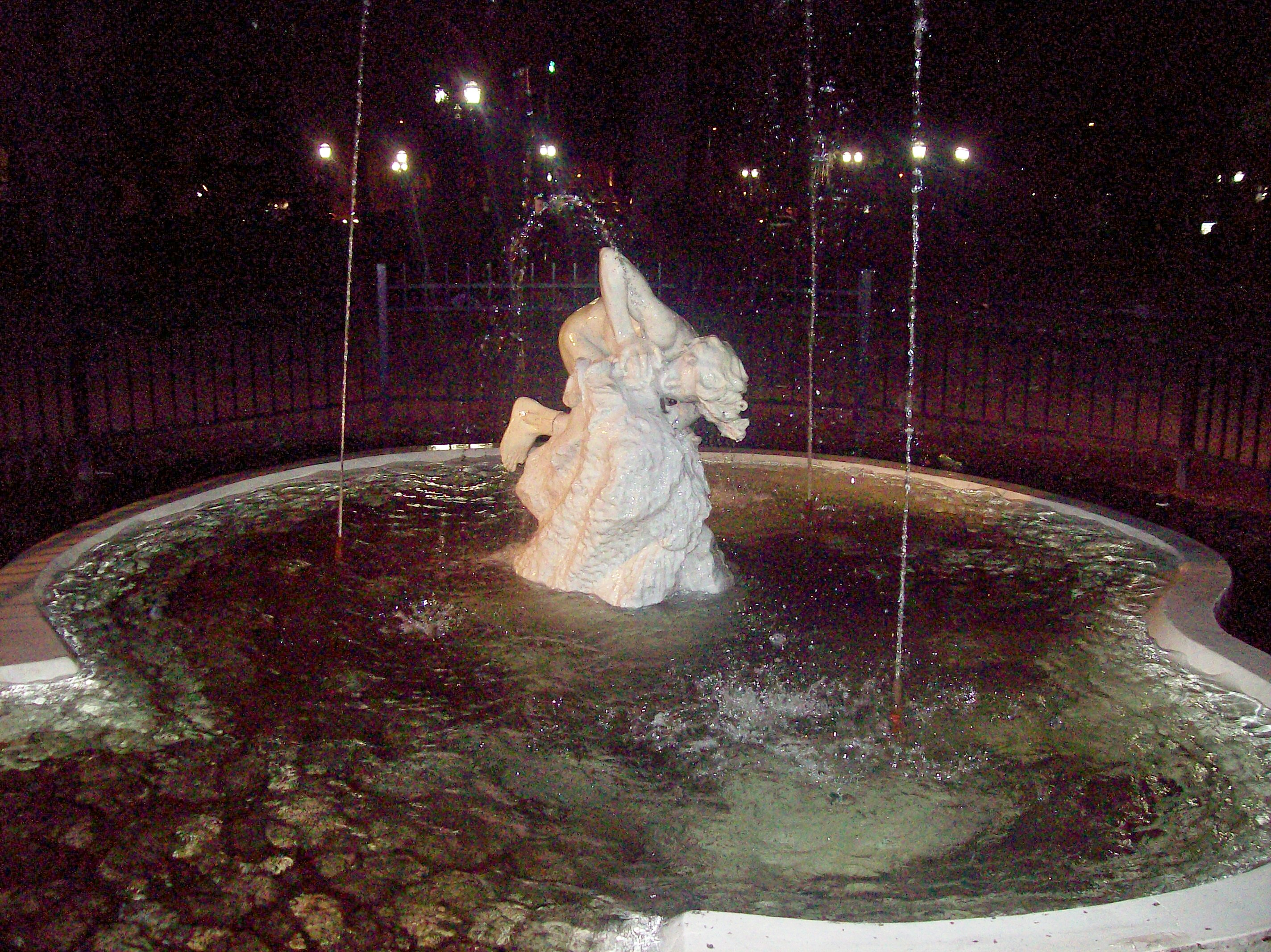
Escultura y fuente.

Gracias al respaldo de Carlos Pellegrini le fue otorgada a la artista una beca del Gobierno Argentino para continuar sus estudios en París. En esa ciudad obtuvo en el Salón Oficial de los Artistas Franceses de 1909 una medalla de oro.
El día que su creación fue inaugurada, el domingo 1 de febrero de 1914 sin festejo público alguno, no pudo asistir debido a que comenzaba la Primera Guerra Mundial y ella aún continuaba en París. Se trató de la segunda fuente modelada por manos femeninas que la ciudad incorporaba como ornamentación. Debido a la penosa situación económica del país, como consecuencia de la mencionada guerra, llevaron al Intendente Anchorena a severas medidas administrativas, por lo que las conchas marinas y las algas que Isella diseñara, como decoraciones, en el primitivo boceto de 1910 fueron quitadas y también fue rebajado el pilón, elementos que habían sido colocados para otorgarle un hálito de art nouveau.
Recién retornó a su país en 1919, y allí se dedicó a la docencia hasta que falleció en San Isidro el 15 de enero de 1942.
Con el transcurrir del tiempo la obra El sediento sufrió vandalismos y además su fuente dejó de funcionar hasta que en el 2001 fue restaurada por la empresa Aguas Argentinas.

## Descripción
La escultura, realizada en mármol de Carrara, se encuentra rodeada por una fuente de la que brotan finos chorros de agua y representa a un joven que calma su sed bebiendo agua que emana de una roca. Para lograrlo apoya su mano sobre un pedestal rústico y tiene su cuerpo asentado sobre uno de sus pies. La altura del conjunto no supera el metro de alto.

## Fuente consultada
- Daniel G. Tejo (2004). Buenos Aires, Arte Público. Esculturas y Monumentos de la ciudad. Ed. Tejo. ISBN 987-20533-3-2.

- Datos: Q5826598